# Patrick Greveraars
Patrick Greveraars (Eindhoven, 14 augustus 1975) is een Nederlands voetbaltrainer. .

## Biografie
Greveraars werd geboren in Eindhoven en voetbalde bij ESV. In het amateurvoetbal speelde hij verder bij 
Dijkse Boys en PSV/av. In het zaalvoetbal kwam hij op hoog niveau uit voor KW en EFV/Cibatax. Hij studeerde aan het CIOS in Sittard en liep daarvoor stage bij het tweede team van PSV bij trainer Ernie Brandts.
Greveraars kwam in 1995 op twintigjarige leeftijd in dienst bij PSV, als jeugdtrainer. Hij bleef in totaal twaalf jaar bij de club en werkte daar samen met onder anderen Remy Reynierse, Pim Verbeek, Guus Hiddink, Ernie Brandts, Erwin Koeman en Leon Vlemmings. Ook was hij eerste vervanger en assistent van Fred Rutten, die in die jaren hoofd jeugdopleidingen was. 
In 2007 maakte hij de overstap naar FC Porto, waar hij trainer werd van het tweede elftal en assistent van Jesualdo Ferreira bij het eerste elftal. Hier werd hij, na een verschil van inzicht, in november 2010 ontslagen.
In 2011 begon hij aan de cursus trainer/coach van de KNVB, waarna hij in 2011 als stagiair Jurgen Streppel als assistent-coach bijstond bij Willem II. Hierna liep hij in het kader van de cursus stage bij Fiorentina, Lazio Roma, Internazionale, Atlético Madrid, Levante, AEK Larnaca, Fulham FC en Beşiktaş.
Na het afronden van zijn opleiding werd Greveraars raadsman van oud-collega Rutten. In 2012 werd hij door Rutten benaderd om techniektrainer te worden bij SBV Vitesse. Nadat Rutten na een seizoen vertrok bij de Arnhemse club, werd het contract van Greveraars niet verlengd.
Op 22 mei 2014 tekende Greveraars een eenjarig contract bij Feyenoord, waar hij wederom onder Rutten kwam te werken als assistent- en techniektrainer bij het eerste elftal. Nadat Rutten op 17 mei 2015, na het beëindigen van de reguliere competitie, Rutten werd ontslagen, vertrok ook Greveraars bij de Rotterdammers.
Rutten tekende in mei 2016 een contract bij Al Shabab, dat een maand later Greveraars aanstelde als zijn assistent. In oktober 2018 werd hij assistent van Jurgen Streppel bij Anorthosis Famagusta. In 2019 volgde hij Streppel naar Al-Jazira.

### Carrièreoverzicht
| Jaren     | Club        | Functie                                                            |
| --------- | ----------- | ------------------------------------------------------------------ |
| 1995-2007 | PSV         | jeugdtrainer, assistent- en plaatsvervangen Hoofd Jeugdopleidingen |
| 2007-2010 | FC Porto    | trainer tweede elftal, assistent-trainer, techniektrainer          |
| 2011      | Willem II   | assistent-trainer, stagiair                                        |
| 2012-2013 | SBV Vitesse | assistent-trainer en techniektrainer                               |
| 2014-2015 | Feyenoord   | assistent-trainer en techniektrainer                               |
| 2016-2017 | Al Shabab   | assistent-trainer                                                  |